# Прва аналитичка група катјона
Прва аналитичка група катјона у аналитичкој хемији је група следећих катјона: , , .

## Опште карактеристике
Од карактеристика које су важне за аналитичку хемију издвајају се растворљивост у води и боја појединих соли које граде. Најважнија једињења су халогениди, хромати, дихромати, карбонати, сулфиди, оксиди, односно хидроксиди. Са групним реагенсом- хлороводоничном киселином таложе се у виду хлорида. При томе, олово(II)-хлорид делимично остаје у раствору јер има већи производ растворљивости од друга два хлорида. Једињења су им често различито обојена. Такође, могу се лако оксидовати, односно редуковати.

## Опште реакције
Са хлороводоничном киселином и растворним хлоридима граде беле талоге сребро-хлорида, олово(II)-хлорида и живе(I)-хлорида.
Сребро-хлорид је бео сираст талог који се не раствара у азотној киселини, а са амонијаком, калијум-цијанидом и натријум-тиосулфатом гради комплексне соли. Азотна киселина разлаже комплексне соли и поново се ствара талог сребро-хлорида. То је и уједно доказна реакција за јоне сребра. 
Олово(II)-хлорид се раствара у топлој води, а при хлађењу се делимично издваја у облику игличастих кристала. Растварањем у топлој води одваја се од друга два катјона из своје групе. Јони олова се у потпуности могу таложити у облику олово(II)-сулфида уз водоник-сулфид. 
Жива(I)-хлорид се раствара у концентрованој азотној и концентрованој сумпорној киселини, царској и бромној води, дајући одговарајуће растворне соли. Хлорид живе реагује са амонијаком дајући комплексно једињење жива(II)-амидо-хлорид, који је бео талог, али брзо потамни због издвајања елементарне живе. Наиме, дешава се оксидо-редукциони процес. 
Сви набројани хлориди уз концентровану хлороводоничну киселину у вишку даје растворне комплексне јоне, с тим да се код жива(I)-хлорида издваја и елементарна жива.
Алкални хидроксиди са катјонима ове групе граде оксиде. Оксид сребра је смеђ и растворљив у азотној киселини, а са амонијаком образује комплексни јон. Жива(I)-оксид је црн и кувањем се диспропорционише на жива(II)-оксид и елементарну живу. Оксид олова је бео и амфотеран.
Са алкалним карбонатима дају жуте талоге карбоната сребра и живе и бео талог карбоната олова. Карбонат живе је непостојан и брзо се разлаже на оксиде живе (2+ и 4+) и елементарну живу. 
Са водоник-сулфидом и амонијум-сулфидом таложе се црни сулфиди ових јона, без обзира на  раствора у коме се налазе. Уз азотну киселину из сулфида сребра и олова таложи се елементарни сумпор. Уз концентрованију киселину гради се сулфат. Живин сулфид реагује како са базним сулфидима, тако и са полисулфидима градећи комплексне јоне. 
Калијум-хромат, као и калијум-дихромат са јонима прве аналитичке групе дају одговарајуће хромате. Хромат сребра је мркоцрвен и раствара се у амонијаку и разблаженој азотној киселини, а мање је растворан у сирћетној киселини. Олово(II)-хромат је жуте боје и да би се потпуно таложио додаје се натријум-ацетат. Не раствара се у сирћетној киселини, али се раствара у азотној, као и у алкалним хидроксидима и тада образује хидроксокомплекс. Жива(I)-хромат је црвене боје и не раствара се у разблаженој азотној киселини и базама.
Са калијум-цијанидом стварају се талози цијанида, од којих су цијаниди сребра и олова бели, а жива(II)-цијанид је сив.

## Доказивањејона
| реагенс                                       | производ                       | детектовање промене | реакције |
| хлороводонична киселина или растворни хлориди | сребро-хлорид                  | бели сираст талог   |          |
| бромид или јодид                              | сребро-бромид или сребро-јодид | жути талог          |          |
| калијум-хромат                                | сребро-хромат                  | мркоцрвени талог    |          |

| реагенс                                       | производ         | детектовање промене | реакције |
| хлороводонична киселина или растворни хлориди | олово(II)-хлорид | бели игличаст талог |          |
| калијум-хромат                                | олово(II)-хромат | жути талог          |          |
| калијум-јодид                                 | олово(II)-јодид  | жути талог          |          |
| сумпорна киселина или растворни сулфати       | олово(II)-сулфат | бели талог          |          |

| реагенс                                       | производ       | детектовање промене | реакције |
| хлороводонична киселина или растворни хлориди | жива(I)-хлорид | бео талог           |          |